# Burskatan
Burskatan är en halvö i Jomala kommun på Åland (Finland). Den ligger cirka 4 km väster om huvudstaden Mariehamn. Bjurskatan sitter ihop med fasta Åland vid Kungsö.
Burskatan har Burfjärden i norr, Möckelö i öster, Rankgården i söder och Kungsö på fasta Åland i öster.
Högsta punkten är 23 meter över havet och ligger nära Bursund i öster där stranden är mycket brant.